# Путинизмы
Путини́змы — термин, которым западные и российские СМИ называют некоторые цитируемые фразы и высказывания Владимира Путина. За годы своего пребывания у власти Путин стал известен своими жаргонными высказываниями, которые укрепляли его имидж сильного лидера. Язык политика, характеризующийся прямым стилем и изобилующий разговорными выражениями, понравился российским гражданам и способствовал его популярности в России.
Аналогичные запоминающиеся и разошедшиеся в СМИ фразы известны у таких политиков, как Джордж Буш-младший (бушизмы) и Виктор Черномырдин (черномырдинки).

## Общая характеристика

### «Язык Владимира Путина»
В период своего первого премьерства Владимир Путин многократно представлял вызов переводчикам, используя в своей речи блатной жаргон, сленг спецслужб («шило в стенку и на боковую», что означает «закрыть дело»), вульгаризмы («жевать сопли») и прочие языковые неформальности — всё это в целом усложняло работу переводчиков. Филологи Константин Белоусов и Наталья Зелянская из Оренбургского государственного университета отмечают, что Путин положил начало традиции использования жаргонизмов в современных официальных выступлениях. В своих выступлениях политик часто использовал народные поговорки и криминальный сленг.
Как заметила сотрудница Института русского языка АН Нина Розанова в 2004 году, высказывания российского президента образуют новую фразеологию. Она вспоминала, как сказала следующее за чашкой чая с коллегой: «„Надо эту сушку помочить“. И мой коллега удивленно сказал: Боже, я теперь глагол „мочить“ воспринимаю только в значении „убить“».
Наблюдения различных учёных выделяют изменения в стилистике высказываний Путина даже в рамках одного и того же мероприятия, такого как «Прямая линия», где он обращается к различным социальным группам. В статье «Язык Путина» (2005) профессор Флоридского университета и автор работ о «новоязе» советской эпохи и политическом языке современной России Майкл Горэм отмечает умеренное «ораторское мастерство» президента по сравнению, например, с Анатолием Собчаком и Владимиром Жириновским. Горэм классифицировал публичные образы, создаваемые речами Путина, на образы «технократа», «бизнесмена», «силовика», «мужика» и «патриота». Он приходит к выводу, что харизма Путина проявляется в умении сочетать эти образы и манипулировать ими для привлечения симпатий различных слоев российского общества. В интервью корреспонденту «Голоса Америки» Ксении Турковой Горэм подчеркнул, что речь Путина на ежегодной «Прямой линии» отражает его разнообразные «лица», включая профиль «технократа» как наиболее часто встречающийся, где он успешно использует бюрократический язык.
Люси Уорд из The Guardian, анализировав язык руководителей стран Европы, отметила, что Путин, который использует «приземлённый русский жаргон», «известен своим солёным словарным запасом, довольно резкой подачей и бескомпромиссными репликами». Мансур Мировалев для Al Jazeera пишет, что президент России «начал приправлять свою речь солёными фразами и идиомами фени с самого начала своего правления». По мнению Леона Арона из The Atlantic, использование Путиным «ненормативной лексики почти всегда было преднамеренным и стратегическим».
Мишель А. Берди из The Moscow Times охарактеризовала Путина как «неплохого оратора». Она выделила отсутствие неуместных ударений и соблюдение грамматических норм русского языка. По её мнению, президент представляет хорошую дикцию, энергичную подачу и структурированные речи. Берди отметила, что журналисты с нетерпением ожидали пресс-конференций, чтобы услышать новые путинизмы, однако к 2018 году, по её словам, неформальность в речи президента исчезла.
Интонационные особенности речи Путина также привлекают внимание исследователей, которые отмечают, что даже небольшие изменения в новогодних обращениях продолжают быть объектом внимания лингвистов.

### Сравнения с фразами других политиков
Лингвист Максим Кронгауз отмечает, что путинизмы, в отличие от черномырдинок, являются не афоризмами, а примерами снижения, так как на фоне грамотной речи возникают сленговые или грубые вставки типа «мочить в сортире». Это, считает исследователь, способствует созданию сильного стилистического эффекта.
Корреспондент «Русской службы Би-би-си» Кирилл Сухоцкий в марте 2004 года сообщил, что, по мнению филологов, между словами двух президентов Путина и Буша-младшего есть важное различие: там, где Буш иногда говорит бессмысленные вещи, Путин использует логичную, но жаргонную лексику. Журналист также сравнивает в своей публикации путинизмы с черномырдинками: «Когда-то похожие шутки ходили в России по поводу Виктора Черномырдина. Но Путин, который как и Черномырдин в своё время успел побывать премьером, отобрал у Виктора Степановича и славу „главного оратора“».

## Примеры
В мае 2008 года РИА Новости, подытожив президентство Путина, опубликовало «20 высказываний Путина, ставших афоризмами». В марте 2015 года медиахолдинг РБК опубликовал «яркие высказывания Путина за 15 лет». В октябре 2022 года РИАМО опубликовало «15 цитат Владимира Путина, которые вошли в историю».

### Председатель Правительства Российской Федерации (1999)
- «Пить будем потом» (август 1999). У нас с вами впереди много проблем и большие задачи, вы это прекрасно знаете. Мы с вами не имеем права позволить ни секунды слабости себе. Ни секунды! Потому что если мы это сделаем, то тогда те, кто погиб, получается, что они погибли напрасно. Поэтому я предлагаю сегодня эту рюмку поставить. Мы обязательно выпьем за них, обязательно! Но пить будем потом. Потом, тогда, когда эти задачи принципиального характера, вы о них все знаете, будут решены — выступая в армейской палатке перед российскими военными в Дагестане[14].
- «Мочить в сортире» (24 сентября 1999). Российские самолёты наносят и будут наносить удары в Чечне исключительно по базам террористов, и это будет продолжаться, где бы террористы ни находились. …Мы будем преследовать террористов везде, в аэропорту — в аэропорту. Значит, вы уж меня извините, в туалете поймаем, мы и в сортире их замочим, в конце концов. Всё, вопрос закрыт окончательно. — комментируя ракетно-бомбовый удар по Грозному[13][12][15][14][4][6][9][10][16].

### Первый президентский срок (2000—2004)
- «Она утонула» (сентябрь 2000) — в прямом эфире CNN, на вопрос Ларри Кинга «Что случилось с российской подлодкой „Курск“?»[17][13][12][15][16].
- «Дубина власти» (26 сентября 2000). Государство держит в руках дубину, которой бьёт всего один раз. Но по голове. — в интервью газете Le Figaro[18] 26 сентября 2000 года[19].
- «Полный идиот» (декабрь 2000). Если человека всё устраивает, то он полный идиот. Здорового человека в нормальной памяти не может всегда и все устраивать. Конечно, многие вещи мне кажутся несовершенными. Я полагаю, что многое нужно будет сделать, чтобы властный блок работал более эффективно. И мы будем это делать. Делать без революций. В том числе и без кадровых революций — в ответ на вопрос журналиста о том, доволен ли Путин работой правительства[14].
- «Портреты на яйцах» (июнь 2002). На яйцах рисуют? Я не знаю, что там рисуют на яйцах, не видел — в ответ на просьбу на пресс-конференции прокомментировать появившиеся портреты президента на пасхальных яйцах[12].
- «Замучаетесь пыль глотать» (июнь 2002) Замучаетесь пыль глотать, бегая по судам, в попытках разморозить эти средства — в обращении к бизнесу по выводу средств в оффшоры за границу.
- «Отрежем, чтоб не выросло» (12 ноября 2002). Если вы уж совсем хотите стать исламским радикалом и готовы пойти на то, чтобы сделать себе обрезание, то я вас приглашаю в Москву. У нас многоконфессиональная страна, у нас есть специалисты и по этому вопросу, и я порекомендую им сделать эту операцию таким образом, чтобы у вас уже больше ничего не выросло! — на пресс-конференции после саммита Россия — ЕС в ответ на заявление репортёра о том, что Россия подавляет свободу в Чечне[13][12][15][6][9][10].
- «Сапоги всмятку» (19 сентября 2003). Я думаю, что это полная чушь, несуразица. Это сапоги всмятку. Люди даже не понимают, о чём они говорят. Так и хочется спросить: сказал, сказал, сам-то понял чё сказал?[2].
- «Сюда смотреть» (ноябрь 2003). Сюда нужно смотреть! И слушать, что я говорю! А если неинтересно, значит пожалуйста… — обращаясь к министру здравоохранения Юрию Шевченко на заседании президиума Госсовета и Совета безопасности[12][14] (Шевченко что-то увлечённо рассказывал министру энергетики Игорю Юсуфову и и. о. министра науки, промышленности и технологий Андрею Фурсенко во время выступления Путина).
- «За одно место» (4 ноября 2003). Все должны раз и навсегда для себя понять: надо исполнять закон всегда, а не только тогда, когда схватили за одно место — в интервью итальянским СМИ в ноябре 2003 года, рассказывая про дело «ЮКОСа»[12].

### Второй президенский срок (2004—2008)
- «Настоящий мужчина» (23 декабря 2004). Отвечая на пресс-конференции в Кремле на вопрос журналиста, есть ли проблемы со свободой слова в России, и где их больше, в столице или в регионах, Путин вспомнил цитату из фильма: «В известном итальянском фильме есть такая фраза — „настоящий мужчина должен всегда пытаться, а настоящая женщина должна сопротивляться“». Он призвал СМИ действовать в соответствии с этой фразой[12][15].
- «От мёртвого осла уши» (март 2005). Не Пыталовский район они получат, а от мёртвого осла уши — комментируя претензии латвийской стороны на территорию Пыталовского района Псковской области[13][12].
- «Жевать сопли» (27 марта 2006). Надо, чтобы это были такие предпосылки, которые бы стимулировали переработку здесь, на территории России. Мы будем сопли жевать здесь годами? Мы уже сколько говорим на эту тему — с 99-го года? Почти ничего не происходит, только одни разговоры. Всё это шуруют туда не переставая, в огромных количествах. И ничего не сделано для того, чтобы стимулировать переработку на территории Российской Федерации, из года в год. — требуя от российского правительства принять энергичные меры по развитию лесопереработки на территории страны[20][12][15].
- «Если бабушка была бы дедушкой» (2 июня 2006). Если бы у бабушки были определённые половые признаки, она была бы дедушкой. Политика не терпит сослагательного наклонения. — отвечая на вопрос о возможных санкциях против Ирана во время встречи с руководителями ведущих информационных агентств стран G8[13][12][15]. Когда в октябре 2014 года журналист спросил Путина, что произойдет, если доллар будет стоить больше 41 рубля, Путин вновь повторил поговорку: «У нас, знаете, есть поговорочка, такая грубоватая, про бабушку, про дедушку. Если бы у бабушки были внешние половые органы дедушки, она была бы дедушкой, а не бабушкой. Поэтому что там говорить»[15].
- «Последний секс» (июль 2006). Путин сказал: «Меня спрашивали, когда я начал заниматься сексом», рассказывая про интернет-конференцию. «Ну и когда?» — переспросили журналисты. «Не помню. А помню точно, когда это делал в последний раз. Могу определить с точностью до минуты», — ответил он[13][14].
- «Мы все ему завидуем» (октябрь 2006). Привет передайте своему президенту. Оказался очень мощный мужик! Десять женщин изнасиловал! Я никогда не ожидал от него. Он нас всех удивил. Мы все ему завидуем! — во время встречи с премьер-министром Израиля Эхудом Ольмертом по поводу президента Израиля Моше Кацава, обвинённого в изнасиловании[13][4].
- «Их прислали подглядывать, а они подслушивают» (октябрь 2006). В отношениях представителей прессы могу сказать так, как мы шутили, когда я работал совершенно в другой организации. Их прислали подглядывать, а они подслушивают. Некрасиво — отвечая на «Прямой линии» на вопрос об обнародовании его высказывания о Моше Кацаве журналистами[13].
- «Белый карлик» (март 2007)[12]. Лев Матвеевич по моей просьбе для меня и для моих коллег из числа постоянных членов Совета безопасности прочитал недавно серию лекций по проблемам зарождения Вселенной, по планетарным исследованиям, по исследованиям Солнца, взаимодействию Солнца, Земли и других планет. Очень интересно и полезно…. Лев Матвеевич рассказал много интересных вещей, в том числе что через семь миллиардов лет Солнце прекратит своё существование и превратится в какого-то белого карлика. Очень огорчает такая перспектива, хотя она и далёкая — на заседании президиума Госсовета в Калуге по космосу[12].
- «После смерти Махатмы Ганди поговорить не с кем» (июнь 2007). Являюсь ли я демократом чистой воды? Конечно, я абсолютный и чистый демократ. Но вы знаете, в чём беда? Даже не беда, трагедия настоящая. В том, что я такой один, других таких в мире просто нет. Посмотрим, что творится в Северной Америке — ужас один: пытки, бездомные, Гуантанамо, содержание под стражей без суда и следствия. Посмотрите, что происходит в Европе: жестокое обращение с демонстрантами, применение резиновых пуль, слезоточивого газа то в одной столице, то в другой, убийства демонстрантов на улицах. Я про постсоветское пространство вообще уже не говорю. Была одна надежда на ребят с Украины, но и те просто полностью себя дискредитировали, там дело идёт просто к сплошной тирании. Полное нарушение конституции, всех законов и так далее. После смерти Махатмы Ганди поговорить не с кем. — на вопрос журналиста немецкого издания Der Spiegel, считает ли он себя «демократом чистой воды»[13][14].
- «Снег будет» (июль 2007). На побережье вы можете наслаждаться прекрасным весенним днём, в то время как в горах — настоящая зима. Я там катался на лыжах шесть или семь недель назад, и я знаю — настоящий снег гарантирован. — на официальной презентации Сочи как кандидата на проведение зимней Олимпиады в 2014 году[12].
- «Как швейцарские часы» (сентябрь 2007). Я бы хотел, чтобы правительство в Москве, региональные власти и федеральные органы власти в территориях Российской Федерации, как швейцарские часы, молотили, не переставая, вплоть до выборов и сразу после выборов, в период между мартом и маем 2008 года. — на встрече с участниками Международного дискуссионного клуба «Валдай» в Сочи[12].
- «Вонючие „хрущёвки“» (ноябрь 2007). Проработайте вопрос об изменении стандартов строительства жилых домов, прежде всего жилых домов, для военнослужащих, и начнём с Дальнего Востока. Я обращаю на это ваше внимание и хочу, чтобы это было сделано быстро и достойно российского офицерства, чтобы люди наши перестали жить в этих вонючих «хрущёвках» — на совещании с руководящим составом Вооружённых сил[12].
- «Как раб на галерах» (14 февраля 2008). Мне не стыдно перед гражданами, которые голосовали за меня дважды, избирая на пост президента Российской Федерации. Все эти восемь лет я пахал, как раб на галерах, с утра до ночи, и делал это с полной отдачей сил. — на пресс-конференции в Кремле[13][12][14]. Новостной агрегатор Mail.ru разместил эту цитату с ошибкой, в результате чего возник интернет-мем «Краб на галерах»[21].
- «Бушу нелегко» (14 февраля 2008). Начальников много, а конечное слово — за главой государства. Это, конечно, груз моральный нелёгкий… Это касается главы любого государства — и маленького, и большого. А вы думаете, Бушу легко? — на пресс-конференции в Кремле[12].
- «Землю есть» (14 февраля 2008). На пресс-конференции в Кремле на вопрос российского журналиста о возможной и пугающей деноминации Путин ответил: «Да врут они всё!». Он ответил на просьбу журналиста дать гарантии, что деноминации не будет: «Вы что хотите? Чтобы я землю ел из горшка с цветами и клялся на крови?»[12].
- «Выковыряли из носа и размазали по бумажкам» (14 февраля 2008). Что касается различных слухов по поводу моего денежного состояния, я смотрел некоторые бумажки на этот счет. Это просто болтовня, которую нечего просто обсуждать. Чушь. — на пресс-конференции в Кремле, отвечая на вопрос корреспондента одного из западных агентств об источниках богатства президента РФ, которое журналист назвал самым большим в Европе. Под смех зала Путин добавил: Всё выковыряли из носа и размазали по своим бумажкам[12].
- «Прежде всего голова» (14 февраля 2008). Думаю, что как минимум государственный деятель должен иметь голову. И, чтобы выстраивать межгосударственные отношения, нужно руководствоваться не эмоциями, а фундаментальными интересами своих стран. — в ответ на просьбу на пресс-конференции прокомментировать высказывание Хилари Клинтон, что у него нет души[12].

### Председатель Правительства Российской Федерации (2008—2012)
- «Вызвать доктора» (24 июля 2008). Конечно, болезнь есть болезнь, но думаю, что ему нужно как можно скорее выздороветь. Иначе к нему доктора придется послать и зачистить все эти проблемы — на заседании по поводу отсутствия акционера «Мечел» Игоря Зюзина[22][15].
- «Повесить за одно место» (август 2008). Я этого Саакашвили повешу за яйца. Почему бы и нет. Американцы же повесили Саддама Хусейна — якобы сказанная в частной беседе с президентом Франции Николя Саркози фраза. В декабре 2008 года во время «Прямой линии» Путин не дал прямого ответа на вопрос, правда ли он обещал «повесить президента Грузии Михаила Саакашвили за одно место». Услышав вопрос, премьер-министр сказал: «А почему за одно?». Зрителям потребовалось несколько секунд, чтобы уловить отсылку и разразиться аплодисментами[10][23].
- «Где посадки?» (1 июня 2009) — Что касается контрабанды — отдельная тема. И борьба вроде бы ведется, а чего-то результатов мало. А результат в таких случаях — это посадки в тюрьму. Где посадки? — во время обращения к МВД, ФСБ и прокуратуре по поводу нелегального производства в лёгкой промышленности[15][14].
- «Ручку верните»[24][25][26][27][28][29] (более точно — «Пожалуйста, авторучку мне верните сюда!»; 4 июня 2009) — фраза, которую сказал премьер-министр Владимир Путин предпринимателю Олегу Дерипаске во время совещания на территории Пикалёвского глинозёмного завода по проблеме моногорода Пикалёво. События разворачивались в ходе подписания соглашения о возобновлении поставок сырья ЗАО «БазэлЦемент-Пикалёво», необходимого для начала производственного цикла.
- «Где деньги, Зин?» (5 октября 2009) — Дагестанцы — народ не ахти какой богатый и живёт непросто, но собираемость по Махачкале — 90 и больше процентов с населения, а деньги поставщикам энергии не поступают своевременно. Возникает сакраментальный вопрос — где деньги, Зин?[15] — на селекторном совещании перед началом отопительного сезона[15].
- «Мотыжить, как святой Франциск» (25 января 2010). Мы все должны на своём месте, как святой Франциск, ежедневно мотыжить участок, который нам Господом отведён, тогда мы добьёмся успехов. А величие или невеличие — это потом. Будущие поколения определят, что я сделал на самом деле, — студентам Чувашского государственного университета в день российского студенчества[13][14].
- «Выковырять со дна канализации» (29 марта 2010). Комментируя случившиеся террористические акты в Московском метрополитене, Путин так отозвался о террористах: «Мы знаем, в данном случае они залегли на дно. Но это уже дело чести правоохранительных органов — выковырять их с этого дна канализации на свет Божий! Это будет сделано»[30].
- «Кто не жалеет о распаде СССР, у того нет сердца» (16 декабря 2010). Кто не жалеет о распаде СССР, у того нет сердца. А у того, кто хочет его восстановления в прежнем виде, у того нет головы. — во время прямого эфира с лидером «Ночных волков» Хирургом[31].
- «Владимир Владимирович не раздваивается» (11 ноября 2011). Владимир Владимирович, как и каждый здесь присутствующий, не раздваивается. Такие вещи, как любовь к родине, стремление к максимальному результату по обеспечению благосостояния граждан, не меняются. Но то, как добиться результата, не может в чём-то не меняться, поскольку меняется и мир вокруг нас — ответ на вопрос во время встречи с членами международного дискуссионного клуба «Валдай» о том, чем будет отличаться его политика в случае избрания на должность президента на новый срок от политики первых двух сроков. Вместо правильного «раздваивается» он использовал искажённое «раздваяйца», которое можно разделить на «раз», «два» и «яйца»[10].
- «Я думал, он только по горам умеет с автоматом шастать, нет. Нет» (25 августа 2011) — отзываясь о главе Чеченской Республики Рамзане Кадырове в ходе интервью чеченскому телевидению в честь 60-летия Ахмата Кадырова[15].
- «Контрацептивы повесили» (15 декабря 2011). Когда увидел на экране что-то такое у некоторых на груди, честно вам скажу, неприлично, но, тем не менее, я решил, что это пропаганда борьбы со СПИДом, что это такие, пардон, контрацептивы повесили — комментируя антиправительственный митинг на Болотной площади во время «Прямой линии»[13][4][11].
- «Идите ко мне, бандерлоги»[11] (15 декабрь 2011). Нужно с уважением относиться ко всем нашим гражданам. Есть, конечно, люди, которые имеют паспорт гражданина РФ, но действуют в интересах иностранного государства и на иностранные деньги. С ними тоже будем стараться наладить контакт. Что можно сказать в этом случае? Можно сказать: «Идите ко мне, бандерлоги». С детства люблю Киплинга. — о деятелях оппозиции в ходе «Прямой линии»[13][15][14].

### Третий президенский срок (2012—2018)
- «Двушечка» (октябрь 2012). Вопреки моим ожиданиям дело стали раскручивать и докатили до суда, а суд залепил им двушечку… Я здесь ни при чём. Они этого хотели, они это получили. — комментируя приговор участницам группы Pussy Riot в эфире программы «Центральное телевидение» в октябре 2012 года[13].
- «Духовные скрепы» (12 декабря 2012). Сегодня российское общество испытывает явный дефицит духовных скреп: милосердия, сочувствия, сострадания друг другу, поддержки и взаимопомощи — дефицит того, что всегда, во все времена исторические делало нас крепче, сильнее, чем мы всегда гордились. — во время «Прямой линии»[15][32].
- «Как бы ни действовать во время первой брачной ночи — результат должен быть один и тот же» (20—21 июня 2013) — о неизбежности политического объединения Евросоюза, комментируя выступление канцлера Германии Ангелы Меркель в ходе XVII Петербургского международного экономического форума[4].
- «Стоять сзади. Не впереди, а сзади» (4 марта 2014). Пускай попробует кто-то из числа военнослужащих [украинских] стрелять в своих людей, за которыми мы будем стоять сзади. Не впереди, а сзади. Пускай они попробуют стрелять в женщин и детей — в преддверии аннексии Крыма Россией[13].
- «Интернет создан ЦРУ» (24 апреля 2014). Вы же знаете, всё это [интернет] возникло на первом этапе, на заре интернета как спецпроект ЦРУ США. Так и развивается. — на вопрос, почему иностранные сервисы не устанавливают свои серверы в России, в ходе пленарного заседания первого Медиафорума независимых региональных и местных СМИ в апреле 2014 года[13][15].
- «Мы готовы были это сделать» (15 марта 2015). Мы готовы были это сделать. Я же разговаривал с коллегами и говорил им, что это [Крым] — наша историческая территория, там проживают русские люди, они оказались в опасности, мы не можем их бросить. — о возможности применения ядерного оружия в ходе конфликта с Западом по поводу аннексии Крыма, фильм «Крым. Путь на Родину»[13].
- «Нас никто не слушал. Послушайте сейчас» (1 марта 2018). Этой фразой Владимир Путин закончил послание Федеральном собранию, рассказывая о перспективных разработках оборонно-промышленного комплекса[15].
- «Песков иногда такую „пургу“ несёт» (10 марта 2018). У нас две тысячи сотрудников администрации. Неужели вы думаете, что я каждого контролирую? Вон Песков сидит напротив, мой пресс-секретарь, он несёт иногда такую «пургу», я смотрю по телевизору и думаю: чего он там рассказывает? Кто ему это поручил? — во время интервью NBC[15].
- «Зачем нам такой мир, если там не будет России?» (март 2018). В документальном фильме «Миропорядок 2018» была затронута тема возможности ядерной войны. Комментируя данную тему, Путин заявил: «Если кем-то принято решение уничтожить Россию, у нас возникает законное право ответить. Да, для человечества это будет глобальная катастрофа, для мира будет глобальная катастрофа, но как гражданин России, как глава российского государства, хочу задаться вопросом: а зачем нам такой мир, если там не будет России?»[33].

### Четвёртый президентский срок (2018—2024)
- «Мы как мученики попадём в рай, а они просто сдохнут» (18 октября 2018). В нашей концепции использования ядерного оружия нет превентивного удара. У нас есть система ядерного предупреждения о ракетном нападении. Когда мы убеждаемся, что атака идёт на территорию России, мы после этого наносим ответный удар. Конечно, это катастрофа всемирная, но мы не можем быть инициаторами катастрофы. Агрессор должен знать, что возмездие неизбежно. Ну а мы как мученики попадем в рай, а они просто сдохнут, потому что даже раскаяться не успеют — на дискуссионном форуме «Валдай» в Сочи. Речь шла о возможности начала ядерной войны, на что президент ответил, что Россия нанесёт ядерный удар только в качестве ответной меры на подтверждённое ядерное нападение[34][14][4].
- «Подхрюкивают» (20 февраля 2019). В послании Федеральному собранию Путин заявил, что обвинения США о нарушении Россией условий договора о ликвидации ракет средней и меньшей дальности надуманны, но союзники США «подхрюкивают» Вашингтону по этому вопросу[10][35].
- «Печенеги и половцы»
- «Нет ни минуты на раскачку» (2020). Телерадиокомпания BBC отметила, что Владимир Путин часто повторяет фразу о том, что времени на раскачку нет[36].
- «Кто как обзывается — тот так и называется» (18 марта 2021). Агентство ТАСС опубликовало видео, в котором Путин высказался на ответ Байдена. По его словам, это «Я вспоминаю, в детстве мы во дворе, когда спорили друг с другом, говорили так: „Кто как обзывается — тот так и называется“»[37].
- «Забалтывать» (23 декабря 2021). Вы должны дать нам гарантии! Вы! И немедленно! Сейчас! А не забалтывать это десятилетиями. И под такой вот мягкий говорок о необходимости обеспечения безопасности для всех делать то, что планируют — во время своей большой итоговой пресс-конференции[10][38].
- «Надули. Просто нагло обманули» (23 декабря 2021). Ни одного дюйма на восток, сказали нам в 1990-е годы. Ну и чего? Надули. Просто нагло обманули — пять волн расширения НАТО. И теперь уже в Румынии, Польше появляются соответствующие системы — во время своей большой итоговой пресс-конференции[10].
- «Идите вы со своими заботами» (23 декабря 2021). Пять волн расширения. А о действиях России всё время выражают озабоченность. Идите вы со своими озабоченностями. Мы хотим обеспечить свою безопасность — во время своей большой итоговой пресс-конференции[10].
- «Нравится, не нравится — терпи, моя красавица» (7—8 февраля 2022). В ночь с 7 на 8 февраля 2022 года на пресс-конференции по итогам переговоров с президентом Франции Эмманюэлем Макроном. Комментируя «нежелание властей Украины исполнять Минские соглашения», Путин заметил: «Президент действующий недавно заявил, что ему ни один пункт не нравится из этих Минских соглашений… Ну, нравится, не нравится — терпи, моя красавица! Надо исполнять!»[4][10]
- «Мы пока ещё ничего не начинали» (7 июля 2022). Сегодня мы слышим, что нас хотят победить на поле боя. Ну что здесь скажешь? Пусть попробуют. Мы уже много слышали, что Запад хочет воевать с нами «до последнего украинца». Это трагедия для украинского народа, но, похоже, всё к этому и идёт. Но все должны знать, что мы-то по большому счёту всерьёз пока ещё ничего и не начинали — на встрече с руководством Госдумы и главами фракций[39].
- «Резиновая попа» (1 сентября 2022). Трудолюбие — это вообще отдельный талант, это не просто, извините, резиновая попа. Это талант заставить себя работать и уметь это делать продуктивно. От успеха каждого зависит успех страны в целом — на открытом уроке «Разговоры о важном» в Калининграде[40][41].
- «Мёрзни, мёрзни, волчий хвост» (7 сентября 2022). Поставлять ничего не будем, как я сказал, вне рамок контрактов. Ничего навязанное делать не будем. И нам останется только одно, только одно, как в известной русской сказке, приговаривать: «Мёрзни, мёрзни, волчий хвост» — на VII Восточном экономическом форуме в ответ на ограничение цены газа, планируемое Европейским союзом[14][42][43].
- «Будут московиты, уральцы и так далее» (26 февраля 2023). Если мы пойдём по этому пути распада России, я думаю, что судьбы очень многих народов России, и прежде всего, конечно, русского народа, могут кардинально поменяться. Я не знаю даже, сможет ли сохраниться такой этнос как русский народ в том виде, в котором есть сегодня. Ну будут московиты какие-нибудь, уральцы и так далее — в интервью телеканалу «Россия-1»[44].

### Пятый президентский срок (с 2024)
- «Они всё время нас хоронят. Сами скоро сдохнут там» (27 июня 2025). Отвечая на вопросы журналистов после саммита ЕАЭС в Минске, Путин ответил, что российская экономика якобы показывает лучшие показатели, чем европейская: «Что в странах Запада происходит? Они всё время нас хоронят. Сами скоро сдохнут там. А нас хоронят постоянно, не переставая»[45][46].